# 新高築港專用鐵道

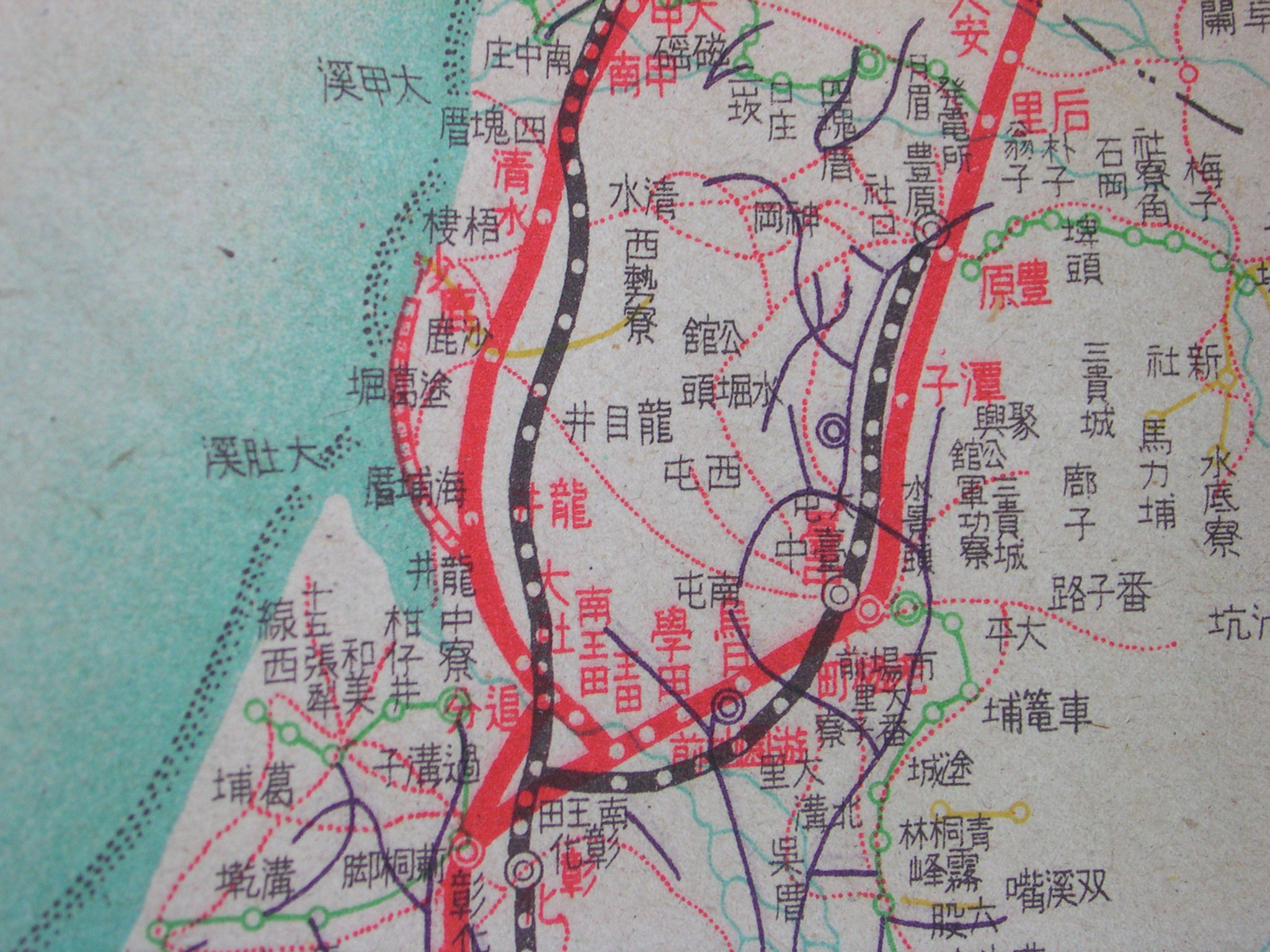
路線圖（昭和16年鐵道年報）

新高築港專用鐵道（日语：にいたかちっこうせんようてつどう）是指台灣日治時代由台灣總督府交通局鐵道部計畫，海岸線中部操車場（今大肚調車場＝新高港（今台中港））間的一部分未成線（貨運線），台灣總督府交通局鐵道部叫新高臨港鐵道，通稱新高臨港線。

## 路線資料
- 管轄：台灣總督府交通局
- 路線距離： 中部操車場～岸壁　12km；（中部操車場～貨運站 8.45km）；工業港支線 7km
- 車站數：3（含起訖車站）
- 軌距：1067mm
- 雙線區間：全線
- 電化區間：無

## 概要
原本是為了配合梧棲港築港之鐵道建設，1940年（昭和15年）11月改稱為新高港。
當時路盤已完成90%，但橫越海岸線的鐵路橋工程受戰爭影響，因物資不足而於1944年（昭和19年）停止。可是1944年（昭和19年）8月完工的一部分開始以軍事物資的運輸。。但因戰爭的激化1945年（昭和20年）3月31日停駛。。戰後，並未完成中斷的建設工程。另外，有從信號場（暫稱）分歧而出的工業港支線。目前在西部幹線200km處還留有橋臺遺跡二座(其一已拆成半毀)。
現在有從甲南（今台中港）分歧而出的台中港線，但直至1976年方才通車。

## 預定車站一覽
（大肚） - 中部操車場 - 信號場（暫稱） - 貨物驛（暫稱） - （岸壁）